# Claude-Joseph Tissot
Claude-Joseph Tissot, född 1801, död 1876 i Dijon, var en fransk filosof, far till Charles-Joseph Tissot. 
Tissot, som blev professor i Dijon 1838, var en mycket produktiv och mångsidig filosofisk författare, men hade otvivelaktigt sin största betydelse genom sina översättningar av Kants viktigaste arbeten (5 band, 1830–43).